# Первомайское (Карагандинская область)
Первомайское (каз. Первомай) — упразднённое село в Осакаровском районе Карагандинской области Казахстана. Входило в состав Мирного сельского округа. Ликвидировано в 2007 году.

## Население
В 1999 году население села составляло 25 человек (10 мужчин и 15 женщин).